# Vella
Vella (oficialmente hasta 1987 en alemán: Villa) era una comuna suiza del cantón de los Grisones, situada en el distrito de Surselva, círculo de Lumnezia/Lugnez. Limitaba al norte con las comunas de Mundaun y Morissen, al este con Cumbel y Suraua, al sur con Degen, y al oeste con Obersaxen. El 1 de enero de 2013 se fusionó con las antiguas comunas de Cumbel, Degen, Lumbrein, Morissen, Suraua, Vignogn y Vrin para constituir la nueva comuna de Lumnezia.

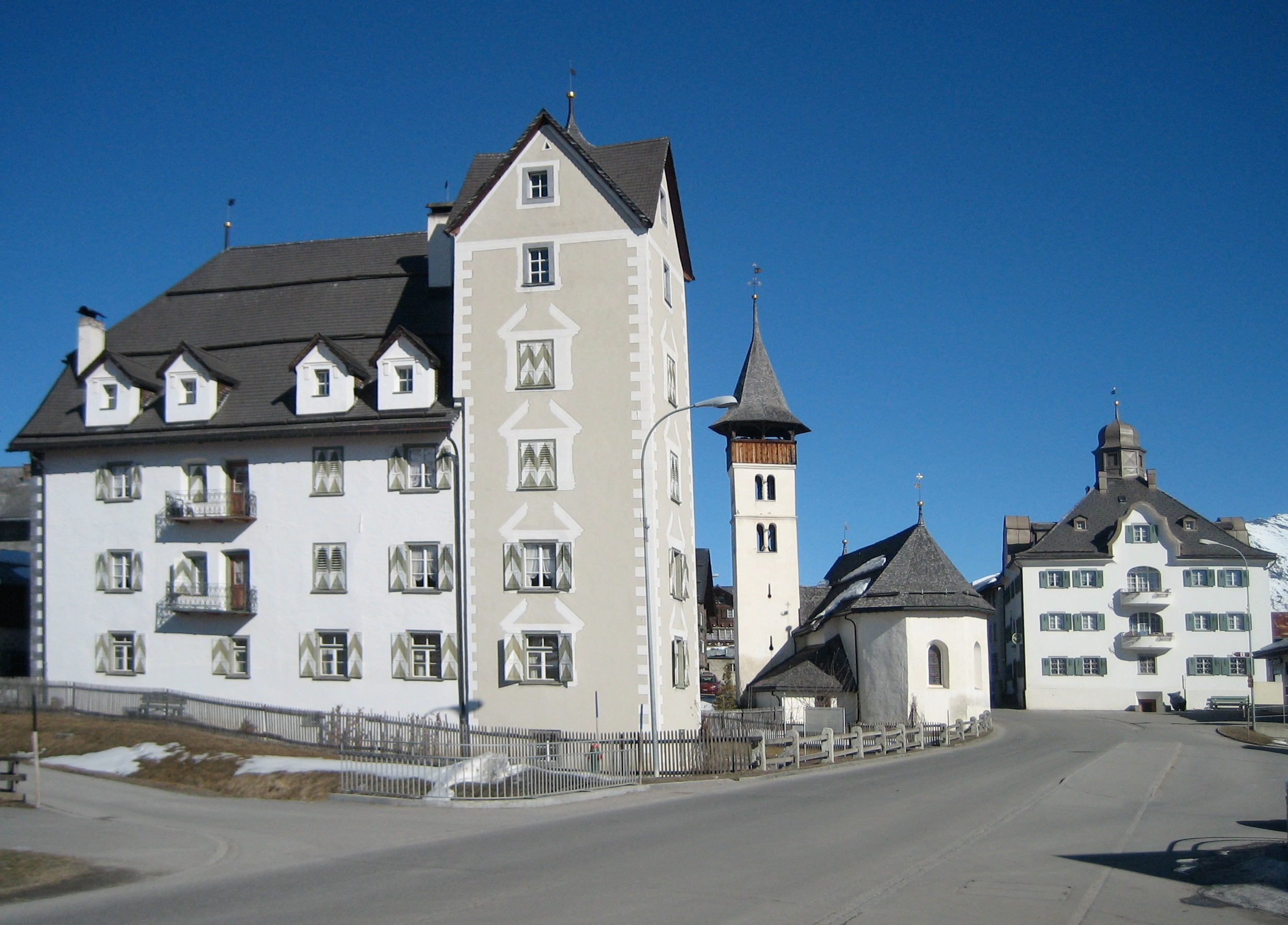
Vista de Vella.